# Abrahão Farc
Abrahão Farc (* 28. Juli 1937 in São Paulo; † 24. September 2012 ebenda; eigentlich Abram Jacob Szafarc) war ein brasilianischer Schauspieler.

## Filmografie

### Fernsehen
- 1970: O Meu Pé de Laranja Lima
- 1971: Nossa Filha Gabriela
- 1972: Bel-Ami
- 1972: Camomila e Bem-me-quer
- 1972: Na Idade do Lobo
- 1973: Mulheres de Areia
- 1974: Ídolo de Pano
- 1974: O Machão
- 1975: A Viagem
- 1975: Ovelha Negra
- 1976: O Julgamento
- 1976: Xeque-Mate
- 1977: O Profeta
- 1979: Gaivotas
- 1980: Dulcinéa Vai à Guerra
- 1981: O Fiel e a Pedra
- 1981: Partidas Dobradas
- 1982: Avenida Paulista
- 1982: Campeão
- 1982: O Coronel e o Lobisomem
- 1982: Os Imigrantes - 3ª Geração
- 1983: Moinhos de Vento
- 1984: Livre para Voar
- 1984: Meu Destino É Pecar
- 1985: De Quina pra Lua
- 1986: Dona Beija
- 1986: Tudo ou Nada
- 1988: Vida Nova
- 1990: Mico Preto
- 1991: Salomé
- 1996: Malhação 1996|Malhação
- 1998: A História de Ester
- 1999: Força de um Desejo
- 2002: Marisol
- 2007: Sete Pecados
- 2009: Revelação

### Film
- 1968: As Amorosas
- 1969: A Mulher de Todos
- 1970: Em Cada Coração um Punhal
- 1971: Bang Bang
- 1973: O Detetive Bolacha contra o Gênio do Crime
- 1975: Cada um Dá o que Tem
- 1975: O Predileto
- 1976: O Mulherengo
- 1976: Excitação
- 1976: Tiradentes, o Mártir da Independência
- 1977: Belas e Corrompidas
- 1978: O Estripador de Mulheres
- 1980: Ato de Violência
- 1981: Sadismo - Aberrações Sexuais
- 1981: A Noite das Depravadas
- 1986: Nem Tudo é Verdade
- 1987: Vera
- 1992: Oswaldianas
- 1993: Alma Corsária
- 2004: Como Fazer um Filme de Amor
- 2004: Nina
- 2005: Cafundó
- 2006: O Cheiro do Ralo
- 2006: O Ano em Que Meus Pais Saíram de Férias